# Energean
Energean plc. ist ein britisches Explorations- und Produktionsunternehmen in den Bereiche Öl und Gas mit Sitz in London. Das Unternehmen ist in acht Ländern im Mittelmeerraum und in der britischen Nordsee tätig. Es erforscht und investiert in neue Ideen, Konzepte und Lösungen für eine kohlenstoffarme Energieerzeugung und -entwicklung und ist seit seinem Börsengang das führende Explorationsunternehmen im östlichen Mittelmeerraum.
Das Unternehmen ist an der Londoner Börse gelistet und Teil des FTSE 250 Index.

## Geschichte
Das Unternehmen wurde 2007 als Aegean Energy S.A. als  griechisches Unternehmen gegründet. Das Unternehmen nahm seinen Betrieb auf, als es im Dezember 2007 Eurotech Services SA von Regal Petroleum erwarb. In den Folgejahren begann es mit der Erschließung von Standorten in der nördlichen Ägäis. Im Jahr 2010 änderte das Unternehmen seinen Namen in Energean Oil & Gas. Im März 2018 wurden die Aktien an der Londoner Börse notiert und im Oktober 2018 an der Börse von Tel Aviv.
Im Juli 2019 kündigte Energean Oil & Gas an, das italienische Öl- und Gasgeschäfts von Edison S.p.A. für 750 Millionen US-Dollar zu übernehmen. Das Geschäft wurde im Jahr 2020 vollzogen.
Im Oktober 2019 beschloss Energean, Öl- und Gasfelder in der britischen und norwegischen Nordsee von Edison für bis zu 280 Mio. US-Dollar an die Neptune Energy Group zu verkaufen, um sich besser in die Felder im Mittelmeer konzentrieren zu können.
Im Mai 2020 änderte das Unternehmen seinen Namen von Energean Oil & Gas plc in Energean plc.

## Operationen
Im Jahr 2012 wurde das Tanin Field vor der Küste Israels entdeckt. 2013 lud die griechische Regierung Energean ein, die Gebiete Ioannina und Katakolo zu erkunden. Im selben Jahr wurde das Karish-Feld vor der Küste Israels entdeckt und das griechische Parlament verlängerte die Prinos-Lizenzen um 25 Jahre. 2016 wurde eine Abnahmevereinbarung mit BP für die Prinos-Ölproduktion unterzeichnet.
Im Dezember 2016 erwarb Energean die Lizenzen für die Erdgasfelder Karish und Tanin für 148 Millionen US-Dollar vollständig. Diese sind neben Karish North die wichtigsten Explorations- und Produktionsfelder des Unternehmens. Daneben umfasst das Portfolio Produktions- und Erschließungsprojekte in Italien und Griechenland.